# Anja Huber
Anja Huber (Berchtesgaden, 20 mei 1983) is een Duits voormalig skeletonster. Ze vertegenwoordigde haar vaderland op de Olympische Winterspelen 2006 in Turijn, op de Olympische Winterspelen 2010 in Vancouver en op de Olympische Winterspelen 2014 in Sotsji.

## Carrière
Huber maakte haar wereldbekerdebuut op 9 december in Igls. Ze kwalificeerde zich voor de Olympische Winterspelen van 2006, waar ze goed was voor een 8e plaats. Op 21 januari 2007 won ze haar eerste wereldbekerwedstrijd in datzelfde Igls. In 2008 nam Huber deel aan het wereldkampioenschap in Altenberg. Ze werd wereldkampioene in zowel het individuele nummer als de landenwedstrijd.
Tijdens de Olympische Winterspelen van 2010 in Vancouver gleed Huber naar de bronzen medaille. Huber behaalde in het seizoen 2010/2011 de eindoverwinning in de wereldbeker. Enkele weken later behaalde ze twee zilveren medailles in het individuele nummer en de landenwedstrijd op de Wereldkampioenschappen skeleton 2011. Op de Olympische Winterspelen 2014 werd Huber 8e.

## Privé
In juli 2014 trouwde Huber met David Selbach. Sindsdien neemt ze aan de wedstrijden deel onder de naam Anja Huber Selbach.

## Resultaten

### Olympische Spelen
| Jaar | Plaats    | Onderdeel |
| ---- | --------- | --------- |
| 2006 | Turijn    | 8e        |
| 2010 | Vancouver | Brons     |
| 2014 | Sotsji    | 8e        |

### Wereldkampioenschappen
| Jaar | Plaats       | Onderdeel                          |
| ---- | ------------ | ---------------------------------- |
| 2007 | Sankt Moritz | 15e Individueel                    |
| 2008 | Altenberg    | Individueel · Landenwedstrijd      |
| 2009 | Lake Placid  | 4e Individueel 7e Landenwedstrijd  |
| 2011 | Königssee    | Individueel · Landenwedstrijd      |
| 2012 | Lake Placid  | 8e Individueel 5e Landenwedstrijd  |
| 2013 | Sankt Moritz | 17e Individueel 4e Landenwedstrijd |
| 2015 | Winterberg   | 14e Individueel · Landenwedstrijd  |

### Wereldbeker
| Seizoen   | Rang   |
| --------- | ------ |
| 2005/2006 | 12e    |
| 2006/2007 | 8e     |
| 2007/2008 | 5e     |
| 2008/2009 | 4e     |
| 2009/2010 | 11e    |
| 2010/2011 | Goud   |
| 2011/2012 | Brons  |
| 2012/2013 | Zilver |
| 2013/2014 | 5e     |
| 2014/2015 | 4e     |

| Datum            | Plaats        |
| ---------------- | ------------- |
| 21 januari 2007  | Igls          |
| 25 februari 2007 | Königssee     |
| 28 november 2008 | Winterberg    |
| 5 december 2008  | Saksen        |
| 9 januari 2009   | Königssee     |
| 12 november 2009 | Park City     |
| 22 januari 2010  | Igls          |
| 2 december 2010  | Calgary       |
| 9 december 2010  | Park City     |
| 14 januari 2011  | Igls          |
| 3 februari 2011  | Cesana Pariol |
| 8 januari 2012   | Altenberg     |